# スピノル場
素粒子物理学において、{\displaystyle 2s\ }次元のスピノル場（スピノルば、英: Spinor field）はスピン{\displaystyle s\ }の粒子を記述する。ここで{\displaystyle s}は整数または半整数である。
{\displaystyle 2s\ }次元のスピノルは{\displaystyle s\ }次元のテンソルと同程度の情報を含む。
よって、整数スピンの粒子（ボゾン）はテンソル場やスピノル場で記述することができるが、半整数スピンの粒子（フェルミオン）はスピノル場でのみ記述することができる。

## 参考書
- R. Sverdlov; A Geometrical Description of Spinor Fields; arXiv:0802.1914